# Смирнов, Геннадий Васильевич
Генна́дий Васи́льевич Смирно́в (17 июля 1940, Петраково, Ярославская область — 19 июля 2020, Владивосток) — советский и российский географ; академик РАН (1992). Специалист в области экспериментальной океанологии и автоматизации океанологических экспериментальных исследований.

## Биография
В 1957 году окончил Колодинскую среднюю школу. Служил срочную службу в морских частях Погранвойск СССР.
Окончил факультет «Автоматические и счетно-решающие устройства» Севастопольского приборостроительного института в 1970 году. С 1967 по1987 год работал в Морском Гидрофизическом институте (МГИ) АН УССР в качестве лаборанта, инженера, главного инженера и последние 10 лет в качестве директора Специального конструкторско-технологического бюро, по совместительству заведовал отделом автоматизации океанологических исследований МГИ, член Ученого совета МГИ.
В 1979 году защитил диссертацию «Экспериментальные исследования внутренних волн в океане» на соискание ученой степени кандидата физико-математических наук, в 1984 году — диссертацию «Проектирование модульных систем для автоматизации океанографических экспериментальных исследований» на соискание ученой степени доктора технических наук.
Руководитель отдела в Тихоокеанском океанологическом институте ДВО РАН. С 1990 по 1995 год работал профессором в Дальневосточном технологическом институте. В 1991 году присвоено звание профессора по кафедре радиотехники. Начальник Отдела флота РАН (1998—2008).
Член-корреспондент АН СССР с 15 декабря 1990 года по Отделение океанологии, физики атмосферы и географии. Академик РАН с 11 июня 1992 года. Состоял в Отделении наук о Земле, Дальневосточном отделении РАН. Был заведующим лабораторией методологии и технических средств океанологических исследований Института океанологии РАН, членом Ученого совета Института, членом диссертационного совета Д 002 239 03 при ИОРАН, членом редакционного совета журнала «Океанология»
Главные направления научной деятельности: экспериментальная океанология и океанологическое приборостроение.
Был женат, имел сына. Увлекался охотой и рыбной ловлей.
Скончался 19 июля 2020 года. Похоронен на Бутовском кладбище в Москве (участок 11).

## Награды
В 2003 году награждён орденом «За морские заслуги». Кавалер ордена Дружбы.
Лауреат премии Правительства РФ в области науки и техники — за создание и внедрение многокомпонентной системы получения достоверных данных экологического диагноза и прогноза окраинных морей Российской Федерации (2007) и премии имени С. О. Макарова РАН за цикл авторских патентов на изобретения в области океанологии «Технические средства экспериментальных исследований в океане, технические решения в метрологии океанологических измерительных приборов и методология экспериментальных исследований в океане» (2009).

## Некоторые публикации
- Смирнов Г. В. Экспериментальные исследования внутренних волн в океане. — Владивосток: ДВО АН СССР, 1989. — 114 с.
- Смирнов Г. В., Еремеев В. Н., Агеев М. Д., Коротаев Г. К., Ястребов В. С., Мотыжев С. В. Океанология. Средства и методы океанологических исследований. — М.: Наука, 2005. — 800 с. — 600 экз. — ISBN 5-02-033669-6.